# 이시카와 마사히로
이시카와 마사히로(일본어: 石川 雅博, 1990년 5월 23일 ~ )는 일본의 전 축구 선수이다.

## 구단 경력
과거 도쿠시마 보르티스, 알비렉스 니가타 싱가포르, 그루자 모리오카에서 활동하였다.